# Электромагнитное реле

Принцип действия реле

Электромагнитное реле — реле, которое реагирует на величину электрического тока посредством притяжения ферромагнитного якоря или сердечника при прохождении тока через его обмотку.
Воспринимающий орган электромагнитного реле — обмотка и магнитная система с подвижной частью (якорем или сердечником). Исполнительный орган — контакты. Орган сравнения образуется подвижной частью и дополнительными грузами и пружинами (возвратными и контактными). По характеру движения подвижной системы электромагнитные реле разделяются на втяжные и поворотные. Как втяжные так и поворотные реле могут быть уравновешенными или неуравновешенными по отношению к воздействующим на них ускорениям.
Во втяжных электромагнитных реле имеется подвижный сердечник, который движется в направляющей втулке из немагнитного материала. Конфигурация «стопы» неподвижного сердечника и обращенного к нему конца подвижного сердечника определяют вид тяговой характеристики реле. Если втяжное реле не имеет магнитопровода, то его часто называют соленоидным.
В поворотных электромагнитных реле имеется подвижный якорь. Если угол поворота небольшой (5-10°), то поворотное реле часто называют клапанным.
Основные характеристики воспринимающего органа электромагнитного реле — тяговая и механическая (нагрузочная). Тяговая характеристика определяется изменением усилия притяжения {\displaystyle P_{w}}при изменении рабочего воздушного зазора δ между неподвижной и подвижной (якорем или сердечником) частями магнитной системы при определённой намагничивающей силе обмотки {\displaystyle F}. Она определяется для реле постоянного тока, как:

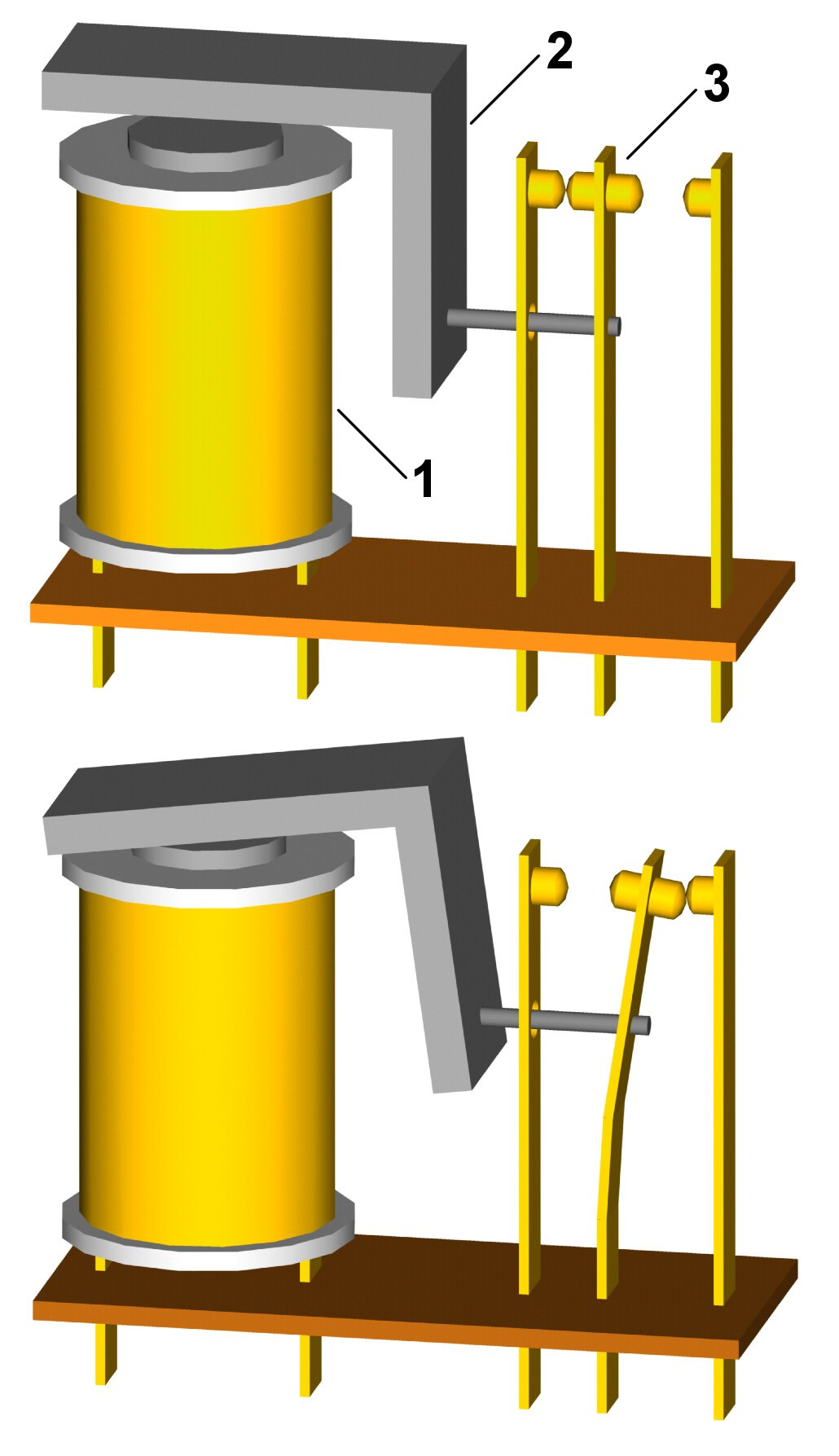
Принцип действия электромагнитного реле с поворотной подвижной системой, сверху — нормальное (обесточенное) состояние реле, снизу — включённое состояние реле.
1 — электромагнит (обмотка с ферромагнитным сердечником);
2 — подвижный якорь;
3 — контактная система (переключатель).

{\displaystyle P_{w}={dw_{m,v} \over d\delta }=-{F_{v}^{2} \over 8\pi *981}*{dG_{v} \over d\delta }=-6,2*10^{-5}{\bigl (}I*w_{v})^{2}{dG_{v} \over d\delta }}
где, {\displaystyle F_{v}}- часть намагничивающей силы, создаваемой обмоткой реле, идущая на проведение магнитного потока через рабочий воздушный зазор.
Значение {\displaystyle F_{v}=F*k}, где {\displaystyle k=R_{m,v}/(R_{m,v}+R_{m,c})}; {\displaystyle R_{m,v}=1/G_{v}}и {\displaystyle R_{m,c}}- магнитные сопротивления рабочего воздушного зазора и магнитопровода,
{\displaystyle {dG_{v} \over d\delta }}- производная изменения магнитной проводимости рабочего воздушного зазора по ходу якоря или сердечника.
Воспринимающий орган электромагнитных реле переменного тока обычно имеют магнитную систему, состоящую из магнитопровода I- , П- или Ш-образной формы, собранного из листовой электротехнической стали, обладающие малыми потерями на гистерезис и вихревые токи. Так как при переменном токе {\displaystyle I=I_{m}\sin {\omega t}} и
{\displaystyle (Iw)^{2}={(Im)_{2}^{m}}\sin ^{2}\omega t={(Iw_{m}/2)}_{m}^{2}(1-\cos 2\omega t)}, то тяговые усилия (или тяговый момент) будут меняться по закону
{\displaystyle P_{w}={C_{0} \over 2}(Iw)_{m}^{2}-{C_{0} \over 2}(Iw)_{m}^{2}\cos 2\omega t=P_{w,0}-P_{w,0}\cos 2\omega t}
что приводит к непостоянству работы контактов и к механическому износу подвижной системы реле. Для устранения этого разбивают магнитный поток в рабочем воздушном зазоре на два потока, сдвинутые по фазе на угол φ. Это достигается охватом 1/2 или 2/3 полюсного наконечника короткозамкнутым витком. При этом тяговые усилия равны
{\displaystyle P_{w}=P_{w,0}-P_{w,01}\cos 2\omega t-P_{w,02}\cos 2(\omega t-\psi )}
Быстродействующие электромагнитные реле выполняются с небольшими весами и моментом инерции подвижных частей, с магнитной системой, изготовленной из листовой стали или стали, содержащей около 4 % кремния.
В электромагнитных реле замедленного действия подвижные части выполняются с большим моментом инерции с надетым на сердечник короткозамкнутым витком или втулкой из меди или алюминия. Часто для замедления срабатывания и отпускания применяют схемы замедления с помощью которых достигается удлинение переходных процессов, происходящих в его обмотках. Как время срабатывания так и время отпускания реле складывается из времени трогания, то есть времени нарастания (или спадания) тока в обмотке до момента трогания якоря, и времени движения якоря до замыкания (или размыкания) контактов. Схемы замедления воздействуют на продолжительность времени трогания.
| Схема замедления | Порядок достигаемых замедлений по отношению к нормальным при | Порядок достигаемых замедлений по отношению к нормальным при |
| Схема замедления | срабатывании                                                 | отпускании                                                   |
| ---------------- | ------------------------------------------------------------ | ------------------------------------------------------------ |
|                  | 2                                                            | 2                                                            |
|                  | 1,5                                                          | 2-8                                                          |
|                  | 1,5                                                          | 3-8                                                          |
|                  | 2-3                                                          | 1-2                                                          |
|                  | 5-20                                                         | -                                                            |
|                  | 10                                                           | 10                                                           |

Основные части электромагнитного реле: электромагнит, якорь и переключатель. Электромагнит представляет собой электрический провод, намотанный на катушку с ярмом из магнитомягкого материала. Якорь — обычно пластина из магнитного материала, через толкатели воздействующая на контакты.
| Переменное напряжение (вольт) | Переменное напряжение (вольт) | Постоянное напряжение (вольт) | Постоянное напряжение (вольт) |
| ----------------------------- | ----------------------------- | ----------------------------- | ----------------------------- |
| Предпочтительное значение     | Допустимое значение           | Предпочтительное значение     | Допустимое значение           |
| -                             | 2                             | -                             | 2,4                           |
| -                             | -                             | -                             | 3                             |
| -                             | -                             | -                             | 4                             |
| -                             | -                             | -                             | 4,5                           |
| -                             | 5                             | -                             | 5                             |
| 6                             | -                             | 6                             | -                             |
| -                             | -                             | -                             | 7,5                           |
| -                             | -                             | -                             | 9                             |
| 12                            | -                             | 12                            | -                             |
| -                             | 15                            | -                             | 15                            |
| 24                            | -                             | 24                            | -                             |
| -                             | -                             | -                             | 30                            |
| -                             | 36                            | 36                            | -                             |
| -                             | -                             | -                             | 40                            |
| -                             | 42                            | -                             | -                             |
| 48                            | -                             | 48                            | -                             |
| -                             | 60                            | 60                            | -                             |
| -                             | -                             | 72                            | -                             |
| -                             | -                             | -                             | 80                            |
| -                             | -                             | 96                            | -                             |
| -                             | 100                           | -                             | -                             |
| 110                           | -                             | 110                           | -                             |
| -                             | -                             | -                             | 125                           |
| 220                           | -                             | -                             | -                             |
| -                             | -                             | -                             | 250                           |
| 380                           | -                             | -                             | -                             |
| 440                           | -                             | 440                           | -                             |
| -                             | -                             | -                             | 600                           |

В исходном положении якорь удерживается пружиной. При подаче управляющего сигнала электромагнит притягивает якорь, преодолевая её усилие, и замыкает и/или размыкает контакты в зависимости от конструкции реле. После отключения управляющего напряжения пружина возвращает якорь в исходное положение. В некоторые модели могут быть встроены электронные элементы. Это резистор, подключенный к обмотке катушки для более чёткого срабатывания реле, или (и) конденсатор, параллельный контактам для снижения искрения и помех или полупроводниковый диод, служащий для блокировки перенапряжений на обмотке реле при его обесточивании вследствие электромагнитной индукции.
Управляемая цепь электрически никак не связана с управляющей, то есть они гальванически изолированы друг от друга (электротехниками нередко используется калька с английского dry contact термин «сухой контакт» вместо более русскоязычного словосочетания «изолированный контакт»). Более того, в управляемой цепи величина тока может быть намного больше, чем в управляющей. Источником управляющего сигнала могут быть слаботочные электрические схемы (например, дистанционного управления), различные датчики (света, давления, температуры и т. п.), и другие приборы которые выдают малые величины тока и/или напряжения. Таким образом, реле, по сути, выполняют роль дискретного усилителя тока, напряжения и мощности в электрической цепи. Это свойство реле, кстати, имело широкое применение в самых первых дискретных (цифровых) вычислительных машинах. Впоследствии реле в цифровой вычислительной технике были вытеснены сначала лампами, потом транзисторами и микросхемами — работающими в ключевом (переключательном) режиме. В настоящее время производятся попытки возродить релейные вычислительные машины с использованием нанотехнологий.
Как правило, электромеханическое реле имеет ярко выраженную петлю гистерезиса функции входной ток — состояние контактов (то есть работают как Триггер Шмитта). Соответственно, для некоторых реле указывают два порога этой петли гистерезиса — ток срабатывания и ток отпускания. Ток срабатывания указывает при каком токе реле переходит из состояния выключено в состояние включено. Ток отпускания (иногда называют током удержания) указывает при каком токе реле переходит из состояния включено в состояние выключено.
В момент переключения реле в активный режим требуется значительно больший ток, чем для удерживания, поскольку вблизи к магниту поле значительно сильнее, чем на удалении.
В наши дни в электронике и электротехнике реле используют в основном для управления большими токами. В цепях с небольшими токами для управления чаще всего применяются транзисторы или тиристоры.
При работе со сверхбольшими токами (десятки-сотни ампер; например, при очистке металла методом электролиза) для исключения возможности пробоя контакты управляемой цепи исполняются с большой контактной площадью и погружаются в масло (так называемая «масляная ячейка»).
Реле до сих пор очень широко применяются в бытовой электротехнике, в особенности для автоматического включения и выключения электродвигателей (пускозащитные реле), а также в электрических схемах автомобилей. Например, пускозащитное реле обязательно имеется в бытовом холодильнике, а также в стиральных машинах. В этих устройствах реле намного надёжнее электроники, так как оно устойчиво к броску тока при запуске электродвигателя и особенно к сильному броску напряжения при его отключении.